# A Philosopher Lecturing on the Orrery
A Philosopher Lecturing on the Orrery eller hela titeln A Philosopher giving a Lecture on the Orrery in which a lamp is put in place of the Sun är en tavla av den brittiske konstnären Joseph Wright of Derby.  Den målades 1766  och hänger på Derby Museum and Art Gallery.
Motivet föreställer en vetenskapsman, som med hjälp av en tellurium berättar om solsystemet. En lampa har placerats i position som solen, förmodligen för att illustrera orsakerna till eklipser. Strålarna från lampan flödar över gruppen och fungerar som en målad metafor för kunskapens ljus som gruppen får, eller kanske för hela upplysningstiden.
Wright fick troligtvis inspiration till målningen av en föreläsning av astronomen och matematikern James Ferguson i Derby 1762. Naturvetaren i tavlan ser inte ut som Ferguson, utan mer som Wrights långvarige vän John Whitehurst som ung. Whitehurst var med i organiserandet av Fergusons föreläsningar. Man har också tänkt att Wright utformade sin föreläsare efter en målning föreställande Isaac Newton av Godfrey Kneller. Figuren till vänster om filosofen ser ut som Wrights vän Peter Perez Burdett. Människorna till höger är möjligen Washington Shirley och hans brorson. Shirley ägde ett tellurium och köpte senare tavlan av Wright.
Wright hade målat sitt första mästerverk med levande ljus, Three Persons Viewing the Gladiator by Candlelight, redan  1765. Där ser man tre män som studerar en liten kopia av statyn  "Borghese Gladiator". The Gladiator väckte stor beundran, men hans nästa målning, The Orrery, orsakade större uppmärksamhet, eftersom han i den ersatte de klassiska föremålen i mitten av scenen med ett föremål av vetenskaplig karaktär. Enligt tidigare traditioner var konstnärlig illustration av sådana underverk reserverad för religiösa evenemang.